# Elijáš

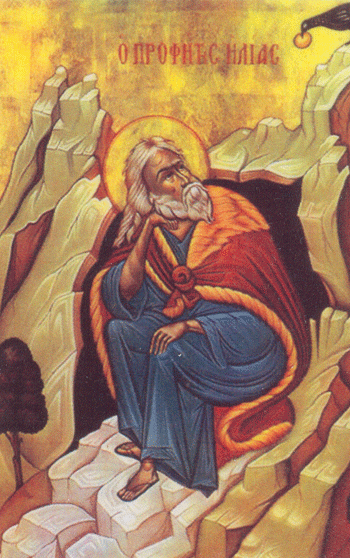
Prorok Elijáš.

Elijáš (většinou psáno neetymologicky Eliáš, hebrejsky אֵלִיָּהוּ‎, Elijahu, „Bůh můj je Hospodin“) je starozákonní prorok 9. století př. n. l. Elijášův život a skutky zaznamenávají 1. a 2. kniha královská. Někteří badatelé uvažují o Elijášovi (popřípadě Elijášově škole proroků) jako o tzv. Elohistovi, tedy jednom ze čtyř pravděpodobných autorů Pentateuchu (viz Teorie vzniku Tóry).

## Život
Elijáš, na rozdíl od mnoha významných starozákonních proroků, nemá v Bibli po sobě pojmenovanou knihu. Je považován za největšího z proroků, pravoslavná i katolická církev jej uctívá jako svatého. Eliášův učeň byl Elíša. Elijáš je známý také tím, že nezemřel, ale byl vzat přímo do nebe.
Elijáš zajistil, že izraelský lid opět uznal Hospodina za svého Boha a hlásal: „Jen Hospodin je Bůh.“ Poté byl Elijáš vzat do nebe a jeho učeň Elíša se stal prorokem.

## V judaismu

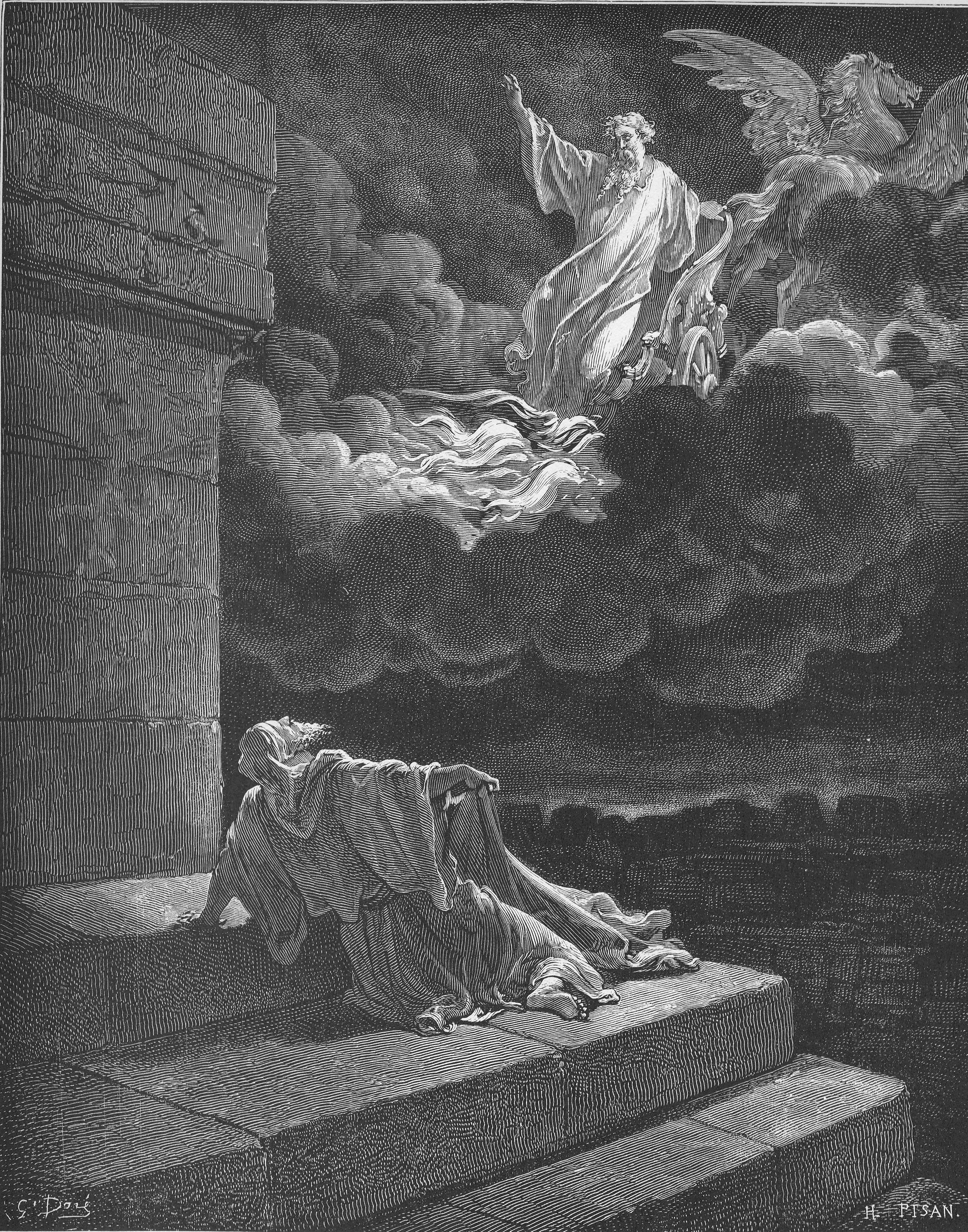
Elijášovo nanebevzetí je častým motivem křesťanských obrazů.

V rámci judaismu je postava Elijáše spojena s nejrůznějšími obřady. Například při rituální obřízce (viz brit mila) nesmí chybět tzv. kise šel Elijahu (כִּסֵּא שֶׁל אֵלִיָּהוּ‎, křeslo Elijáše) . Toto křeslo až na několik okamžiků, kdy se do něj položí nemluvně, zůstává prázdné. Tento zvyk má být připomínkou toho, že se i tak významný prorok, jakým byl Elijáš, mýlil, když si myslel, že z celého Izraele zůstal jako jediný, kdo zůstal věrný smlouvě. Podle jedné židovské legendy Bůh uložil Elijášovi laskavý trest, jenž spočívá v tom, že až do příchodu Mesiáše musí být přítomen při každé obřízce, jíž se smlouva mezi Bohem a Izraelem stvrzuje.

### Pesach
Součástí tradičního sederového večera o svátku Pesach je tzv. kos šel Elijahu (כּוֹס שֶׁל אֵלִיָּהוּ‎, pohár Elijáše). Tento pohár má být ze všech používaných pohárů při večeři nejzdobnější a je vyhrazen pro Elijáše, který má ohlásit příchod Mesiáše. Prorok Elijáš je rovněž připomínán bezprostředně po obřadu, jimž se ukončuje Šabat (tzv. havdala), a sice písní Elijahu ha-navi (אֵלִיָּהוּ הַנָּבִיא‎, prorok Elijáš) .

## V křesťanství
Elijáš vystupuje i v novozákonní literatuře, konkrétně epizodě, která se nazývá Proměnění Páně (jde o takřka totožný příběh opakující se ve 3 evangeliích). Tehdy se Elijáš spolu s Mojžíšem objevili po boku proměněného Ježíše Krista.
"Po šesti dnech vzal s sebou Ježíš jen Petra, Jakuba a Jana a vyvedl je na vysokou horu, kde byli sami. A byl proměněn před jejich očima. Jeho šat byl zářivě bílý, jak by jej žádný bělič na zemi nedovedl vybílit. Zjevil se jim Elijáš a Mojžíš a rozmlouvali s Ježíšem."  Marek 9:2-4 

## V mormonismu
Mormoni věří, že Elijáš musel být nanebevzat, aby mohl na Hoře proměnění předat apoštolům Petrovi, Jakubovi a Janovi (předsednictvu Kristovy církve) klíče Elijášova kněžství (podle CJKSPD klíče pečetící moci). Kdyby zemřel, nemohl by tak učinit, jelikož klíče mohou vždy předávat pouze tělesné (živé nebo vzkříšené) bytosti. Totéž platí pro postavu Mojžíše, která byla při Proměnění přítomna a která podle mormonské tradice nezemřela, ale byly vzata do nebe (srovnej s apokryfem Nanebevzetí Mojžíšovo a verše, z Judova dopisu 1:9, který daný pseudepigraf volně cituje).
Mormoni věří, že se Elijáš zjevil během sabatního večera o svátku Pesach při zasvěcení chrámu v Kirtlandu. Mormoni věří, že jde o naplnění židovské tradice, jelikož židé při každém Pesahu nechávají jednu židli volnou pro Eliáše, který by se mohl vrátit.

### Kirtlandské zjevení
Podle Nauky a smluv (mormonského svatého Písma) předal prorokovi Josephu Smithovi klíče kněžství, jež se týkaly obřadů pro zemřelé. On sám popsal tento zážitek slovy: 
"Když toto vidění skončilo, náhle se nám otevřelo další veliké a slavné vidění; neboť Elijáš, prorok, jenž byl vzat do nebe, aniž okusil smrti, stál před námi a pravil: Vizte, již nadešel čas, o němž bylo promlouváno ústy Malachiáše – který svědčil, že on [Elijáš] bude poslán, dříve než přijde veliký a hrozný den Páně – Aby obrátil srdce otců k dětem a dětí k otcům, aby celá země nebyla stižena prokletím. Tudíž, klíče této dispensace jsou předány do rukou vašich; a tím můžete věděti, že veliký a hrozný den Páně je blízko, dokonce ve dveřích." Nauka a Smlouvy 110

O znovuzřízení této elijášovské moci prorokoval podle mormonismu už anděl Moroni při první návštěva u Josepha Smithe: 
"VIZTE, zjevím vám Kněžství rukou Elijáše, proroka, před příchodem velikého a hrozného dne Páně. A on zasadí do srdce dětí zaslíbení učiněná otcům a srdce dětí se obrátí k otcům jejich. Kdyby tomu tak nebylo, celá země by byla zcela zpustošena při jeho příchodu." Nauka a Smlouvy 2:1-3

### Křty za mrtvé
Podle Oddílu 128 Nauky a Smluv bylo Elijášovo kněžství potřebné ke křtům za mrtvé, jež jsou mormony praktikovány.

## V islámu
Prorok Elijáš je taktéž ctěnou osobou v Islámu. Je kromě jiného zmíněn v súře 37, kde se píše:
Také Elijáš byl z vyslanců Božích, když k lidu svému pravil: „Což bohabojní nebudete, a Baala vzývat chcete a nejlepšího ze stvořitelů opustíte, Boha, Pána svého i Pána vašich předků dávných?“ Však za lháře ho prohlásili, a věru budou předvedeni kromě těch, kdož služebníky Božími upřímnými byli. A u posledních jsme mu požehnali: „Mír budiž s Elijášem!“ Takto odměňujeme dobro konající, vždyť on byl služebník Náš věřící!  Korán 37:123-132 

Elijáš je také zmíněn v souvislosti se Zacharijášem, Janem Křtitelem a Ježíšem v súře 6 (verš 85).